# Никола Голанов
Никола Иванов Голанов е български политик от БКП, партизански деец и офицер от БНА..

## Биография

### Произход, образование и младежки години
Никола Голанв е роден на 11 март 1917 г. в свищовското село Драгомирово. Има завършен III клас. Член е на БКП (т.с.) от 1937 г. През 1941 г. излиза в нелегалност и става партизанин. От 1942 г. е завеждащ военната работа на Окръжния комитет на БРП (т.с.). Наказан е със строго мъмрене за отношенията с жена си и за възгордяване.

### Военна и политическа дейност
След 9 септември 1944 г. е член на ЦК на ОРПС. През 1947 г. става инструктор в отдел „Военна промишленост“.